# جورج دورنينج
جورج دورنينج (بالإنجليزية: George Durning)‏ هو لاعب كرة قاعدة أمريكي، ولد في 9 مايو 1898 في فيلادلفيا في الولايات المتحدة، وتوفي في 18 أبريل 1986 في تامبا في الولايات المتحدة.